# Trabalho reprodutivo

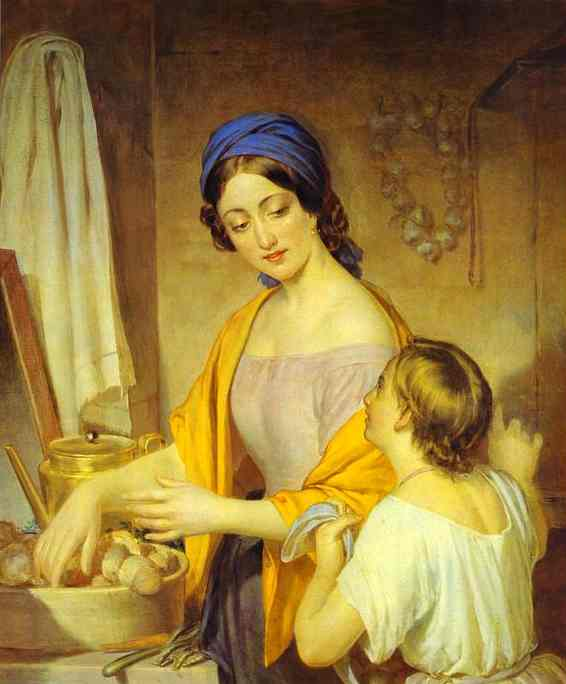
Young Housewife, pintura a óleo sobre tela de Alexey Tyranov, atualmente no Museu Russo em São Petersburgo, Rússia (década de 1840)

O trabalho reprodutivo ou trabalho da reprodução se refere tanto ao trabalho necessário para o sustento da vida e a sobrevivência humana na esfera doméstica quanto para a reprodução da raça humana realizado pela mulher. Esse trabalho envolve, por exemplo, a gravidez, o parto a lactância, cuidados alimentares, físicos e sanitários, a educação, o apoio afectivo e psicológico, a manutenção dos espaços e bens domésticos.
Segundo Danièle Kergoat, existe uma divisão sexual do trabalho no modo de produção capitalista em que os homens assumem o trabalho produtivo e assalariado, dirigido a gerar bens e serviços, e as mulheres o trabalho reprodutivo doméstico e não remunerado, dirigido às atividades do cuidado e da reprodução da vida. Tradicionalmente, o trabalho da reprodução não se reconhece nem económica nem socialmente. As mudanças sociais no âmbito produtivo e reprodutivo obrigam a repensar a tradicional e desigual distribuição de cargas entre mulheres e homens bem como o reconhecimento social e económico do trabalho reprodutivo.
O termo tem ganhado relevância na filosofia feminista e no discurso feminista como forma de chamar a atenção para a ligação rotineira entre mulheres e a esfera doméstica, onde o trabalho é reprodutivo e, portanto, não compensado e não reconhecido em um sistema capitalista. Os estudos sobre o trabalho mudaram em paralelo a entrada das mulheres no trabalho produtivo na década de 1970, proporcionando uma abordagem interseccionalista que reconhece que as mulheres têm feito parte da força de trabalho desde antes de sua incorporação na indústria caso o trabalho reprodutivo seja considerado.

## Definições
A divisão entre trabalho produtivo e improdutivo é enfatizada por algumas feministas marxistas, incluindo Margaret Benston e Peggy Morton. Essas teorias especificam que, enquanto o trabalho produtivo resulta em bens ou serviços que têm valor de troca no sistema capitalista e são, portanto, compensados na forma de um salário, o trabalho reprodutivo está associado à esfera privada e envolve o valor de uso. Essas atividades passam por tudo o que as pessoas fazem por si mesmas sem o propósito de receber um salário, o que envolve limpar, cozinhar e ter filhos, por exemplo. Pesquisadores que adotam essa leitura da divisão social do trabalho argumentam que, embora as duas formas de trabalho sejam necessárias, existe um viés de gênero em seu acesso e status social.
A teoria feminista de viés marxista argumenta que as instituições públicas e privadas exploram o trabalho das mulheres como um método barato de sustentar a força de trabalho. Para os donos dos meios de produção, isso significa lucros maiores. Para a família nuclear, a dinâmica de poder dita que o trabalho doméstico deve ser realizado exclusivamente pela mulher, liberando o restante dos membros do trabalho reprodutivo. Feministas marxistas argumentam que a exclusão das mulheres do trabalho produtivo leva ao controle masculino das esferas pública e privada.

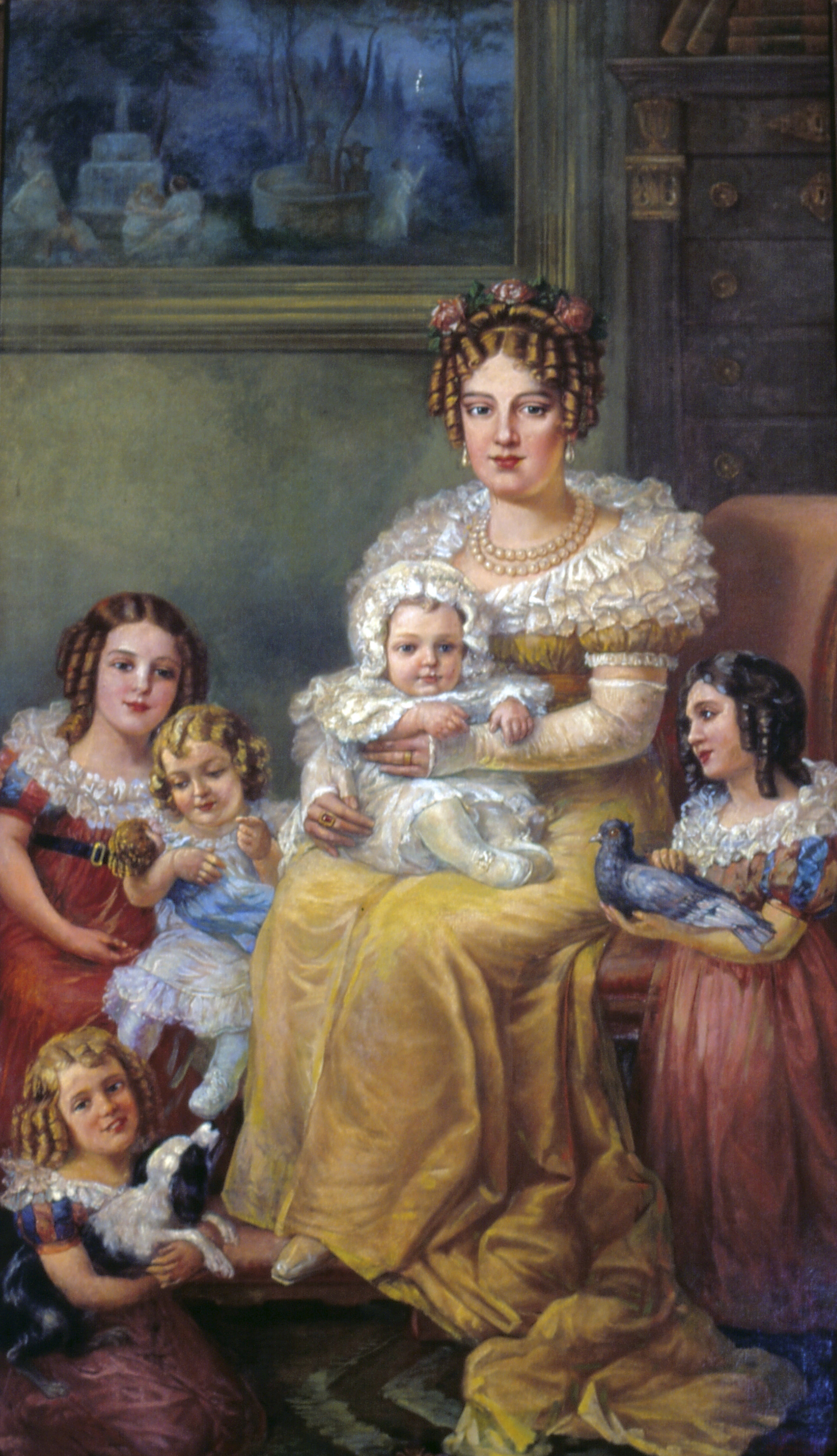
Retrato de Dona Leopoldina de Habsburgo e Seus Filhos (1921), de Domenico Failutti. Obra integra o acervo do Museu Paulista da USP.

## Salário
Enfocando a exclusão do trabalho produtivo como a fonte mais importante da opressão feminina, algumas feministas marxistas devotaram seu ativismo à luta pela inclusão do trabalho doméstico na economia capitalista assalariada. A ideia de que o trabalho reprodutivo poderia ser remunerado já estava presente nos escritos de socialistas como Charlotte Perkins Gilman, que argumentou que a opressão das mulheres derivava do fato de serem forçadas à esfera privada. Gilman propôs que as condições de vida das mulheres melhorariam quando seu trabalho fosse visibilizado, reconhecido e valorizado na esfera pública.
Talvez o esforço mais influente para compensar financeiramente o trabalho reprodutivo foi a Wages for Housework Campaign, uma organização lançada na Itália em 1972 por membros do Coletivo Feminista Internacional. Muitas dessas mulheres, incluindo Selma James, Mariarosa Dalla Costa, Brigitte Galtier e Silvia Federici publicaram uma série de materiais para promover sua mensagem nos domínios acadêmico e fora deles. Apesar desses esforços terem iniciado com um grupo relativamente pequeno de mulheres na Itália, Wages for Housework Campaign teve sucesso na mobilização em nível internacional. Um grupo homônimo foi fundado no Brooklyn, Nova York, com a ajuda de Federici. Como reconhece Heidi Hartmann, os esforços desses movimentos, embora em última instância malsucedidos, geraram importantes debates sobre o valor do trabalho doméstico e sua relação com a economia.
A Renda Básica Universal foi proposta como uma possível solução para o problema do trabalho reprodutivo.

## Divisão das tarefas domésticas
Outra solução proposta pelas feministas marxistas foi a de libertar as mulheres de sua conexão forçada com o trabalho reprodutivo. Em sua crítica aos movimentos feministas marxistas tradicionais, como a Wages for Housework Campaign, Heidi Hartmann argumenta que esforços desse tipo "tomam como sua questão a relação das mulheres com o sistema econômico, ao invés da relação das mulheres com os homens, aparentemente assumindo que o último será explicado em sua discussão sobre o primeiro".
Mais recentemente, muitas feministas marxistas mudaram seu foco para as formas pelas quais as mulheres estão potencialmente em piores condições depois de obterem acesso ao trabalho produtivo. Nancy Folbre propõe que os movimentos feministas comecem a se concentrar no status de subordinação das mulheres aos homens tanto na esfera reprodutiva (privada), quanto no local de trabalho (esfera pública). Em entrevista concedida em 2013, Silvia Federici exortou os movimentos feministas a considerarem o fato de que muitas mulheres são forçadas ao trabalho produtivo e reprodutivo, resultando em uma dupla jornada de trabalho. Federici argumenta que a emancipação das mulheres ainda não pode ocorrer até que elas estejam livres de seus fardos de trabalho não assalariado. Ela propõe que isso envolverá mudanças institucionais como o fim da disparidade salarial entre homens e mulheres e a implementação de programas de cuidado infantil no local de trabalho. As sugestões de Federici foram ecoadas em uma entrevista semelhante com Selma James, em que essas questões foram abordadas nas eleições presidenciais norte-americanas de 2012.

## Divisão internacional do trabalho reprodutivo
Evelyn Nakano Glenn forneceu o insight de que o trabalho reprodutivo seria dividido com base na raça e etnia, um padrão que ela chamou de "divisão racial do trabalho reprodutivo". Esse conceito é ilustrado nos Estados Unidos pelos imigrantes europeus que realizaram trabalho doméstico quando chegaram em solo americano, mas que depois da Segunda Guerra Mundial os japoneses assumiram sobre pressão esse tipo de trabalho em  famílias brancas. Produziu-se uma ideologia que dizia que as mulheres negras e latinas eram “feitas” para trabalhar e servir para famílias brancas como trabalhadoras domésticas. Saskia Sassen-Koob explicou que a mudança para uma economia baseada nos serviços criou uma demanda por mulheres imigrantes porque empregos de baixa remuneração foram disponibilizados nos países desenvolvidos. Esses empregos atraíram uma força de trabalho feminina por causa do baixo salário, de modo que são vistos como “empregos de mulheres”.

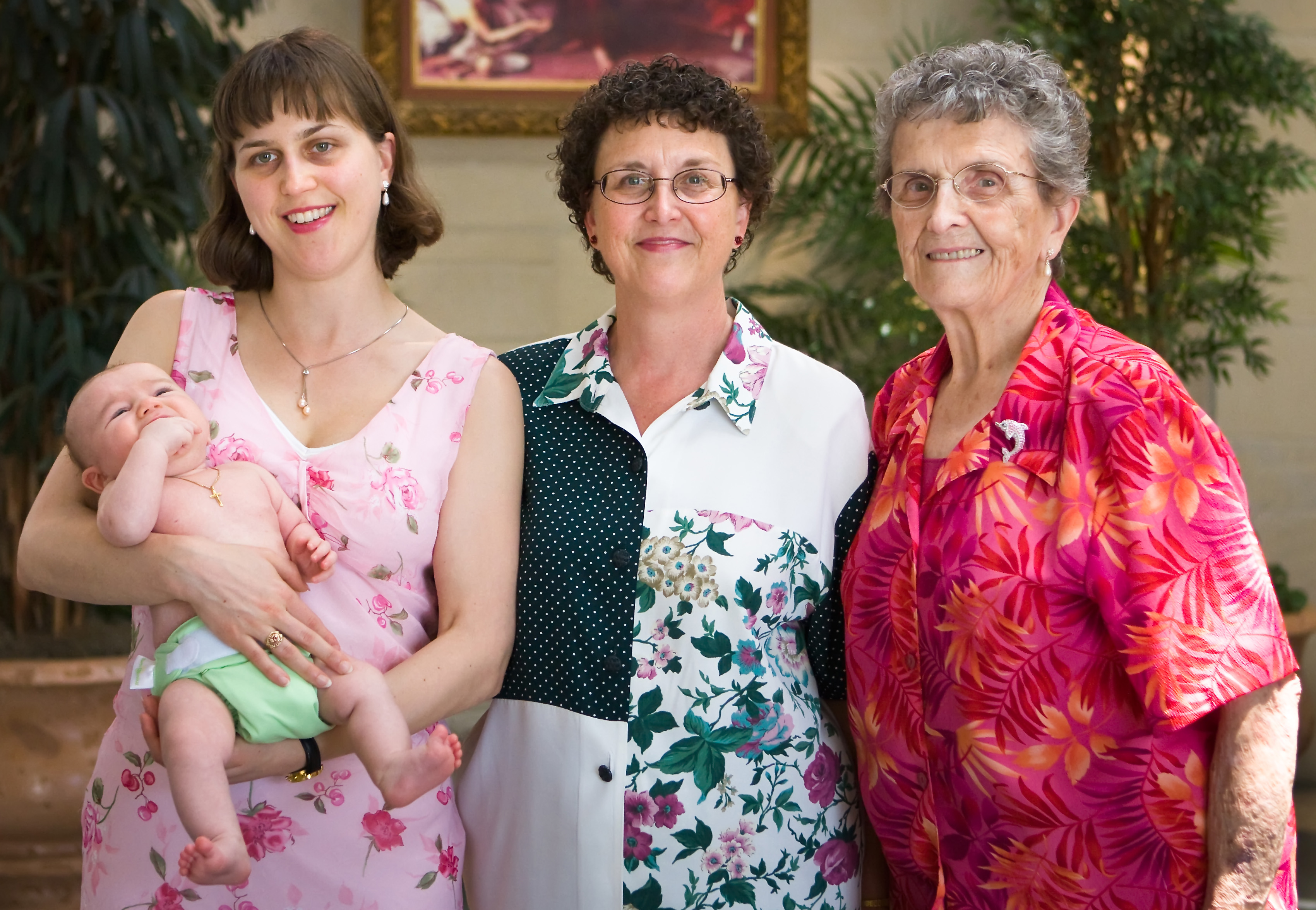
Quatro gerações, o filho em braços de sua mãe, a avó e a bisavó por linha materna. A reprodução humana e a reprodução social tem estado garantida pela mulher. No entanto, o trabalho reprodutivo -a reprodução e as atenções e cuidados para a sobrevivência- não é reconhecido nem pago. O trabalho da mulher tem sido historicamente expropriado ao situá-la numa posição social inferior e de submissão, convertendo-a em mera fábrica de mão de obra. A revolução reprodutiva -diminuição do esforço reprodutivo ao diminuir o número de filhos- das últimas décadas está modificando o papel tradicional da mulher.

O termo divisão internacional do trabalho reprodutivo foi cunhado por Rhacel Parrenas em seu livro, Servants of Globalization: Migrants and Domestic Work, onde ela discute sobre as trabalhadoras domésticas migrantes filipinas. A divisão internacional do trabalho reprodutivo envolve uma transferência de trabalho entre três atores em um país desenvolvido e em desenvolvimento. Refere-se a três níveis: mulheres mais ricas da classe alta que usam os migrantes para cuidar do trabalho doméstico e as classes mais baixas que ficam em casa para cuidar dos filhos dos migrantes. As mulheres mais ricas dos países desenvolvidos entraram na força de trabalho em maior número, o que as levou a ter mais responsabilidades dentro e fora de casa. Essas mulheres podem contratar ajuda e usar esse privilégio de raça e classe para transferir suas responsabilidades de trabalho reprodutivo para uma mulher menos privilegiada. As mulheres migrantes mantêm uma hierarquia sobre seus familiares e outras mulheres que ficam para trás para cuidar dos filhos dos migrantes. A pesquisa de Parrenas explica que a divisão sexual do trabalho permanece no trabalho reprodutivo, uma vez que são as mulheres que migram para trabalhar como empregadas domésticas nos países desenvolvidos.
Parrenas argumenta que a divisão internacional do trabalho reprodutivo surgiu da globalização e do capitalismo. Componentes da globalização, incluindo privatização e feminização do trabalho, também contribuíram para o aumento dessa divisão do trabalho. Ela explica que a globalização fez com que o trabalho reprodutivo fosse mercantilizado e exigido internacionalmente. Os países que  exportam esse tipo de mão de obra estão presos à essa perda valiosa, enquanto os países destinatários tiram vantagem desse trabalho para fazer suas economias crescerem. Parrenas destaca o papel que o colonialismo dos Estados Unidos e o Fundo Monetário Internacional desempenham nos países em desenvolvimento, como as Filipinas, que tornou-se exportadora de trabalhadores migrantes. Assim, é possível explicar que as desigualdades financeiras que as mulheres enfrentam nas três camadas sociais norte-americanas estão enraizadas na economia.
O conceito foi expandido por outros pesquisadores e aplicado a outros países além das Filipinas, onde Parrenas conduziu sua pesquisa. Em um estudo feito na Guatemala e no México, em vez de uma transferência global de mão de obra, houve uma transferência local entre as mulheres que trabalhavam como força de trabalho e as outras parentes mulheres que cuidavam dos filhos. Uma “nova divisão internacional do trabalho reprodutivo” teria ocorrido em Cingapura devido à terceirização e aproveitamento de uma força de trabalho pouco qualificada, o que levou à divisão internacional do trabalho reprodutivo. Para manter uma economia forte e em crescimento no sudeste da Ásia, essa transferência de trabalho reprodutivo foi necessária. Em Cingapura, a contratação de uma empregada imigrante é uma necessidade tanto econômica quanto de status da mulher singapurense.